# Viscount St. Vincent

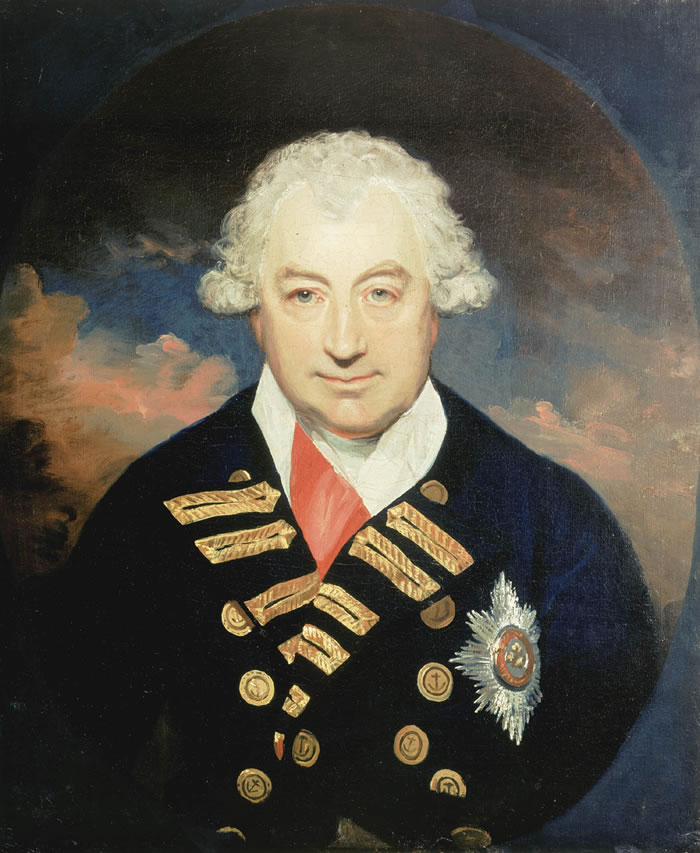
John Jervis, 1. Earl of St. Vincent

Wappen der Viscounts St. Vincent

Viscount Saint Vincent, of Meaford in the County of Stafford, ist ein erblicher britischer Adelstitel in der Peerage of the United Kingdom, benannt nach der Seeschlacht bei Kap St. Vincent (1797), in der der erste Träger des Titels siegreich gewesen war.

## Verleihung
Der Titel wurde am 21. April 1801 für John Jervis, 1. Earl of St. Vincent geschaffen, den berühmten britischen Admiral und Sieger der Seeschlacht bei Kap St. Vincent (1797). 
Da die Ehe des Admirals kinderlos war, wurde die Viscountswürde mit einer speziellen Anwartschaft für die Nachkommen seiner Schwester Mary (1737–1828), Gattin des William Henry Ricketts (1736–1799) versehen. Dabei waren die Neffen des Admirals vor der Nichte berechtigt, den Titel zu erben.

## Weitere Titel
Jervis waren bereits am 23. Juni 1797 die Titel Earl of St. Vincent und Baron Jervis, of Meaford in the County of Stafford, verliehen worden. Diese beiden Titel konnten, wie üblich, nur an männliche Abkömmlinge vererbt werden.

## Namensänderung
Mit dem Tod des Earls, 1823, erloschen die 1797 verliehenen Titel. Der zweite Sohn der Mary Ricketts, der Rechtsanwalt Edward Jervis Ricketts, auf den der Titel des Viscounts überging, nahm im Jahre 1823 den Familiennamen und das Wappen des Admirals an. Seine Nachkommen tragen den Titel bis heute.

## Liste der Viscounts St. Vincent (1801)
- John Jervis, 1. Earl of St. Vincent, 1. Viscount St. Vincent (1735–1823)
- Edward Jervis Jervis, 2. Viscount St. Vincent (1767–1859)
- Carnegie Robert John Jervis, 3. Viscount St. Vincent (1825–1879)
- Edward John Leveson Jervis, 4. Viscount St. Vincent (1850–1885)
- Carnegie Parker Jervis, 5. Viscount St. Vincent (1855–1908)
- Ronald Clarges Jervis, 6. Viscount St. Vincent (1859–1940)
- Ronald George James Jervis, 7. Viscount St. Vincent (1905–2006)
- Edward Robert James Jervis, 8. Viscount St. Vincent (* 1951)

Voraussichtlicher Titelerbe (Heir apparent) ist der Sohn des jetzigen Viscounts, Hon. James Richard Anthony Jervis (* 1982).